# Montrond (Jura)
Montrond és un municipi francès situat al departament del Jura i a la regió de Borgonya - Franc Comtat. L'any 2007 tenia 441 habitants.

## Demografia

### Població
El 2007 la població de fet de Montrond era de 441 persones. Hi havia 181 famílies de les quals 41 eren unipersonals (15 homes vivint sols i 26 dones vivint soles), 66 parelles sense fills, 59 parelles amb fills i 15 famílies monoparentals amb fills.
La població ha evolucionat segons el següent gràfic:
Habitants censats

### Habitatges
El 2007 hi havia 203 habitatges, 180 eren l'habitatge principal de la família, 5 eren segones residències i 19 estaven desocupats. 167 eren cases i 34 eren apartaments. Dels 180 habitatges principals, 135 estaven ocupats pels seus propietaris, 38 estaven llogats i ocupats pels llogaters i 6 estaven cedits a títol gratuït; 3 tenien una cambra, 14 en tenien dues, 14 en tenien tres, 44 en tenien quatre i 105 en tenien cinc o més. 145 habitatges disposaven pel capbaix d'una plaça de pàrquing. A 89 habitatges hi havia un automòbil i a 81 n'hi havia dos o més.

### Piràmide de població
La piràmide de població per edats i sexe el 2009 era:
| Homes | Edats   | Dones |
| ----- | ------- | ----- |
| 0     | 95 o +  | 1     |
| 0     | 90 a 94 | 0     |
| 0     | 85 a 89 | 1     |
| 4     | 80 a 84 | 2     |
| 9     | 75 a 79 | 11    |
| 6     | 70 a 74 | 5     |
| 12    | 65 a 69 | 10    |
| 9     | 60 a 64 | 11    |
| 9     | 55 a 59 | 11    |
| 16    | 50 a 54 | 21    |
| 19    | 45 a 49 | 14    |
| 16    | 40 a 44 | 13    |
| 12    | 35 a 39 | 20    |
| 13    | 30 a 34 | 13    |
| 15    | 25 a 29 | 9     |
| 8     | 20 a 24 | 11    |
| 15    | 15 a 19 | 14    |
| 13    | 10 a 14 | 18    |
| 18    | 5 a 9   | 11    |
| 9     | 0 a 4   | 9     |

## Economia
El 2007 la població en edat de treballar era de 280 persones, 216 eren actives i 64 eren inactives. De les 216 persones actives 198 estaven ocupades (111 homes i 87 dones) i 19 estaven aturades (5 homes i 14 dones). De les 64 persones inactives 27 estaven jubilades, 18 estaven estudiant i 19 estaven classificades com a «altres inactius».

### Ingressos
El 2009 a Montrond hi havia 185 unitats fiscals que integraven 475 persones, la mediana anual d'ingressos fiscals per persona era de 16.575 €.

### Activitats econòmiques
Dels 29 establiments que hi havia el 2007, 1 era d'una empresa extractiva, 1 d'una empresa alimentària, 4 d'empreses de fabricació d'altres productes industrials, 4 d'empreses de construcció, 8 d'empreses de comerç i reparació d'automòbils, 3 d'empreses de transport, 1 d'una empresa d'hostatgeria i restauració, 1 d'una empresa immobiliària, 2 d'empreses de serveis, 1 d'una entitat de l'administració pública i 3 d'empreses classificades com a «altres activitats de serveis».
Dels 6 establiments de servei als particulars que hi havia el 2009, 1 era una oficina de correu, 1 taller de reparació d'automòbils i de material agrícola, 2 fusteries, 1 perruqueria i 1 restaurant.
L'únic establiment comercial que hi havia el 2009 era una botiga de menys de 120 m².
L'any 2000 a Montrond hi havia 9 explotacions agrícoles que ocupaven un total de 564 hectàrees.

## Equipaments sanitaris i escolars
El 2009 hi havia una escola elemental integrada dins d'un grup escolar amb les comunes properes formant una escola dispersa.

## Poblacions més properes
El següent diagrama mostra les poblacions més properes.